# Cycle d'Uruguay
Le cycle d'Uruguay, plus connu sous le terme d'Uruguay Round, est le dernier et le plus important des cycles de négociations internationales ayant eu lieu dans le cadre de l'Accord général sur les tarifs douaniers et le commerce (AGETAC), entre 1986 et 1994. Le cycle d'Uruguay a abouti aux accords de Marrakech (avril 1994), et a finalement donné naissance à l'Organisation mondiale du commerce (1995).

## Histoire
- 19 septembre 1986 : Déclaration de Punta del Este / les négociations sont lancées[1]
- 19 décembre 1988 : Montréal / Les Ministres se réunissent pour l'examen à mi-parcours[1]
- 19 décembre 1990 : Bruxelles / impasse de la réunion ministérielle de « clôture »[1]
- 19 décembre 1991 : Genève / l'avant projet de l'Acte Final est rédigé
- Novembre 1992 : Accord de Blair House entre les États-Unis et la CEE, débloquant les négociations agricoles[1]
- Avril 1994 : les accords de Marrakech sont signés [1]
- Janvier 1995  : Genève / l'OMC est créée, les accords de Marrakech entrent en vigueur

## Contenu
Le cycle d'Uruguay a abordé les domaines suivants :
- télécommunications de base ;
- services financiers ;
- agriculture ;
- services.